# Győrei Zsolt
Győrei Zsolt (Budapest, 1970. február 8. –) magyar drámaíró, dramaturg, műfordító, egyetemi tanár.[forrás?]

## Életpályája
Szülei: Györei Károly és Kapcsos Magdolna. 1988-ban érettségizett a Toldy Ferenc Gimnáziumban. 1989–1995 között a József Attila Tudományegyetem Bölcsészettudományi Karának magyar-német-komparatisztika szakos hallgatója volt. 1995–1998 között ugyanitt elvégezte a modern magyar irodalom szakot. 1995–2000 között a Színház- és Filmművészeti Főiskola színháztudomány szakán tanult, Osztovits Levente osztályában. 
1998-tól a Színház- és Filmművészeti Főiskola magyar-színháztörténet óraadó tanára, 2000–2003 között az elméleti tanszéken egyetemi tanársegéd, 2003 óta adjunktus, 2010-től egyetemi docens. 2003-ban PhD fokozatot szerzett a Szegedi Tudományegyetemen. 2009-től a Károli Gáspár Református Egyetem óraadója. 2021-től a Színház- és Filmművészeti Egyetem tanára, szakfelelőse.

## Színházi munkái
A Színházi Adattárban regisztrált bemutatóinak száma: szerzőként: 6; íróként: 1; műfordítóként: 1; rendezőként: 3.

### Szerzőként
- Bolygó király (2001)
- Brontek (2006)
- Vuk (2006)
- Udvariatlan szerelem (2007)
- Drakula vajda, Mátyás királynak rabja (2009)
- Szakállszárító (2010)

### Íróként
- Szakállszárító (2010)

### Műfordítóként
- Udvariatlan szerelem (2007)

### Rendezőként
- Brontek (2006)
- Udvariatlan szerelem (2007)
- Szakállszárító (2010)

## Művei
- Győrei Zsolt–Schlachtovszky Csaba: Brontë-k. Lápi idill két napban; JATEPress, Szeged, 1992
- Győrei Zsolt–Schlachtovszky Csaba: Bolygó király. Alapmű egy felvonásban; JATEPress, Szeged, 1994
- Rostáltatás a magtárban (drámák, Sclachtovszky Csabával, 1998)
- Száztíz év. Heltai Jenő összegyűjtött versei (szerkesztette, 2002)
- Heltai Jenő-breviárium I.-II. (szerkesztette, 2002–2003)
- Győrei Zsolt–Schlachtovszky Csaba: A passzív apaszív. Öt eredeti színmű; JAK–L'Harmattan, Bp., 2005 (JAK)
- Heltai Jenő drámai életműve (2005)
- Te pajkos, kis kokott. Heltai Jenő Budapestje (szerkesztette, 2007)
- Udvariatlan szerelem (szerkesztette, 2007)
- A Velemi Névtelen versei és levelesládája (versek és prózai írások, 2012)
- Győrei Zsolt–Schlachtovszky Csaba: Brontë-k. Lápi idill két napban; Syllabux, Bp., 2013
- Győrei Zsolt–Schlachtovszky Csaba: Emmuska. Kackiás nemzeti vadregény; Libri, Bp., 2013
- Győrei Zsolt–Schlachtovszky Csaba: Táncsics: a legszentebb Mihál. Szóbeszéd négy negyedben; Syllabux, Bp., 2014
- Győrei Zsolt–Schlachtovszky Csaba: Magyariné szeretője. Ördögromán; Kalligram, Bp., 2019

## Színművei
- The Silent Theatre (Divinyi Rékával, 1997)
- Bolygó király (Schlachtovszky Csabával, 1998)
- Danaidák (Schlachtovszky Csabával, 2002)
- Vuk (Schlachtovszky Csabával, 2006)
- Drakula vajda, Mátyás királynak rabja (Schlachtovszky Csabával, 2008)

## Műfordításai
- Christian Morgenstern: Bitódalok (1995, 2000)

## Díjai
- Faludy György-díj (1993)
- Örkény István drámaírói ösztöndíj (2002)